# Rione
Rione (plural: rioni) es una subdivisión territorial dentro de muchos pueblos o ciudades de Italia, delimitada por fronteras más o menos precisas y dotada de características propias que subrayan su identidad (geográfica, histórica, social, económica, etc.). Aunque su traducción literal sería la de «región», pues tiene el mismo origen etimológico, en algunas ciudades, el vocablo suele ser sinónimo de quartiere («barrio») y, según el contexto, también de palabras como borgo («burgo») o borgata; la sinonimia varía según la ciudad y el uso local.
En la actualidad, el término rione tiene sobre todo una connotación territorial e histórica, pero no necesariamente administrativa.
Los más conocidos son los Rioni de Roma.

## Etimología
La palabra deriva del latín regio («región»).